# 皮龙荣
皮龙荣（？—1266年），字起霖，一字季远，潭州醴陵县（今湖南省醴陵县）人。南宋大臣，宋理宗时参知政事。

## 生平
宋理宗淳祐四年（1244年）中进士。历任主管吏部架阁文字、宗学谕、诸王宫大小学教授兼资善堂直讲、秘书郎，升职为著作郎。宋理宗召他入对，他劝理宗改过兴善，行赏罚之公，崇奖廉洁，公正赏罚，以示奖惩。宋理宗深以为然。皮龙荣后知嘉兴府。历任吏部员外郎、将作监、给事中、吏部侍郎、刑部侍郎、权刑部尚书。景定元年（1260年）擢升为签书枢密院事，权参知政事兼太子宾客。景定二年（1261年），拜参知政事兼太子宾客，封寿沙郡公。罢职为湖南安抚使、判潭州（今湖南省长沙市），以资政殿大学士提举宫观。咸淳元年（1265年），以旧职奉祠。因为不依附贾似道，于是遭到摈斥，徙居衡州。不久去世。他有文集三十卷。德祐元年（1275年）朝廷追复其官爵。

## 延伸阅读
[在维基数据编辑]
 《宋史/卷420》，出自脱脱《宋史》